# Lacuna (chi ốc biển)
Lacuna là một chi ốc biển, là động vật thân mềm chân bụng sống ở biển trong họ Littorinidae.

## Các loài
Các loài thuộc chi Lacuna bao gồm:
- Lacuna abyssicola Melvill & Standen, 1912[2]: nomen nudum
- Lacuna carinifera A. Adams, 1851[3]
- Lacuna cleicecabrale Barros, 1994
- Lacuna crassior (Montagu, 1803)[4]
- Lacuna decotata A. Adams, 1861[5]
- Lacuna latifasciata A. Adams, 1863[6]
- Lacuna lepidula A. Adams, 1863[7]
- Lacuna lukinii (Golikov & Gulbin, 1985)[8]
- Lacuna marmorata Dall, 1919[9]
- Lacuna minor (Dall, 1919)[10]
- Lacuna orientalis (Golikov & Gulbin, 1985)[11]
- Lacuna pallidula (da Costa, 1778)[12]
- Lacuna parva (da Costa, 1778)[13]
- Lacuna pumilio E. A. Smith, 1890
- Lacuna porrecta Carpenter, 1864[14]
- Lacuna reflexa (Dall, 1884)[15]
- Lacuna setonaikaiensis (Habe, 1958)[16]
- Lacuna smithii Pilsbry, 1895[17]
- Lacuna succinea Berry, 1953[18]
- Lacuna turneri (Dall, 1886)[19]
- Lacuna turrita A. Adams, 1861[20]
- Lacuna uchidai (Habe, 1953)[21]
- Lacuna unifasciata Carpenter, 1856[22]
- Lacuna variegata Carpenter, 1864[23]
- Lacuna vincta (Montagu, 1803)[24]

Các loài được đưa vào đồng nghĩa
- Lacuna cossmanni Locard, 1897: đồng nghĩa của Benthobia tryonii Dall, 1889
- Lacuna macmurdensis Hedley, 1911: đồng nghĩa của Trilirata macmurdensis (Hedley, 1911)
- Lacuna mediterranea Monterosato, 1869: đồng nghĩa của Ersilia mediterranea (Monterosato, 1869)
- Lacuna neritoidea Gould, 1840: đồng nghĩa của Lacuna pallidula (da Costa, 1778)
- Lacuna notorcadensis Melvill & Standen, 1907[25]: đồng nghĩa của Laevilitorina wandelensis (Lamy, 1905)
- Lacuna patula Thorpe, 1844: đồng nghĩa của Lacuna pallidula (da Costa, 1778)
- Lacuna puteolus (Turton, 1819): đồng nghĩa của Lacuna parva (da Costa, 1778)